# Karin Valecillos
Karin Cecilia Valecillos Salas (Caracas, Venezuela, 22 de noviembre de 1977) es una escritora venezolana de teatro, cine y televisión. Forma parte del grupo Tumbarrancho Teatro del cual es una de las fundadoras y ha sido galardona como la mejor guionista por la Academia de Ciencias y Artes Cinematográficas de Venezuela por su trabajo con el guion de la película El Amparo, dirigida por Rober Calzadilla.

## Biografía

### Infancia y Adolescencia
Karin Vallecillos nació el 22 de noviembre de 1977 en el sector de El Valle. Estudió en el Colegio Don Rómulo Gallegos, donde se graduó de bachiller a los 15 años con excelentes calificaciones. Su madrina es la escritora Carolina Espada, prima del célebre dramaturgo venezolano José Ignacio Cabrujas. Espada le profesó a su ahijada todo el interés por el mundo literario.

### Estudios
En 1994 comienza a estudiar en la Escuela de Letras de la Universidad Católica Andrés Bello. Un año después, entra en un taller de teatro dictado en la universidad por el actor, director y guionista Frank Spano. Valecillos cursó este taller por cuatro años. En 1996 comienza un breve taller vacacional de actuación con Héctor Manrique y al año siguiente acude al Grupo Actoral 80 para hacer dos talleres: uno de guion y un taller montaje con Gladys Prince, que duraría dos años.
En el 2000 realiza con Mónica Montañés el taller Cómo echar un cuento para ser contado y allí escribe su primera obra de teatro para adultos. En el 2001 se gradúa como Licenciada en Letras de la UCAB y en 2009 después de varios años de mucha actividad escribiendo y estrenando obras de teatro, Valecillos decide irse a Buenos Aires para especializarse en guion de cine en el Centro de Formación Profesional del SICA. En Argentina realiza múltiples talleres de dramaturgia y narrativa con maestros como Robert Mackee, Patricio Vega, Pablo Capanna, Gustavo Malajovich, Jaime Chabaud y José Sanchis Sinisterra.

## Trayectoria Artística

### Teatro
En 1995, mientras realiza el taller de teatro con Frank Spano, escribe su primera obra de teatro titulada Desciende Salomé inspirada en textos de Oscar Wilde y William Faulkner. Más tarde en 1998, Gladys Prince decide llevar a cabo El Proyecto Azul, una iniciativa para presentar obras de teatro infantil con el Grupo Actoral 80. En 1999 se estrena El dulce encanto de la isla Acracia de Iván Darío Álvarez, esta fue la primera obra donde Karin Valecillos participó actuando con sus compañeros del taller del GA80 de 1997. A finales de 1999, Valecillos escribe la siguiente obra del proyecto y en el 2000 se estrena Isabel sueña con orquídeas, bajo la dirección de Gladys Prince. Con esta obra Karin Valecillos recibió diversos premios como el Premio Municipal de Teatro a Mejor Obra Infantil y fue publicada por el CELCIT Venezuela en una serie de cuadernos de dramaturgia.
Ese mismo año se encuentra con el comediante Jorge Parra y escribe Mátame de risa, estrenada por Gladys Prince como parte del repertorio de El Proyecto Azul. En paralelo escribe su primera obra para adultos titulada Simplemente un gato muerto con las actuaciones de Virginia Urdaneta y German Mendieta. Esta obra fue estrenada como parte de una muestra final de un taller de dramaturgia con Mónica Montañés.

### Tumbarrancho Teatro
En 2004 estrena en el Teatro Escena 8 su tercera obra infantil titulada Mero, Mero, Mosquetero. En este montaje, Gladys Prince añade al elenco como actor invitado a Giovanny García. Allí es cuando Karin Valecillos junto con Jesús Carreño, Nathalia Paolini y García deciden fundar el grupo Tumbarrancho Teatro buscando producir obras con un contenido diferente al del teatro para niños. Comienzan un intenso trabajo de búsqueda actoral y en 2007 estrenan en la sala Rajatabla Lo que Kurt Cobain se llevó escrita por Valecillos y dirigida por Jesús Carreño. Luego de este primer estreno se unen al grupo nuevos miembros: Patrizia Fusco y Rober Calzadilla. Ese mismo año el grupo estrena en los espacios abiertos del Ateneo de Caracas:Cuentos de guerra para dormir en paz, también escrita por Valecillos. Recibió una mención honorífica en Dramaturgia del Premio Municipal de Teatro. En 2008 escribe 29/10/88 una obra a partir de los testimonios recogidos por Rober Calzadilla para un cortometraje sobre los sobrevivientes de la masacre de El Amparo. Esta obra fue estrenada a finales del mismo año.
Luego de dos años estudiando en Argentina, Karin Valecillos retorna a Venezuela y se reúne con el grupo para estrenar en 2012 Vino la reina, obra inspirada en las diversas leyendas urbanas en torno a la llegada del grupo Queen a Venezuela que justamente coincidió con la muerte del presidente Rómulo Betancourt. Al año siguiente en 2013, Karin Valecillos es convocada por las fundadoras del Proyecto Esperanza para escribir los guiones de los cortos de una iniciativa llamada Ponte en su lugar donde se recopilan testimonios de las madres víctimas de la violencia en el sector de Lídice en la Parroquia La Pastora. Con estos testimonios, Valecillos decide escribir una obra de teatro y estrena en 2013 Jazmines en el Lídice con su grupo Tumbarrancho Teatro bajo la dirección de Jesús Carreño. Esta es una de las obras más conocidas de la escritora, ha sido representada en diversas partes del mundo como Argentina, Nueva York, México y Perú. Además, con esta obra Karin Valecillos ganó premios como el Premio AVENCRIT en Dramaturgia, el Premio Municipal de Teatro “José Ignacio Cabrujas”, el Premio Isaac Chocrón de Dramaturgia en su Primera Edición y fue editada por la Antología de Dramaturgia Venezolana en México.
En los años siguientes Karin Valecillos se mantiene activa escribiendo obras de teatro como Los huesos de Shakespeare, El club de los cursis, Carnívoros, Merengue, entre otras. En 2017 escribe Cría de canguros para ser entrenada bajo la dirección de Jesús Navas en el marco del Festival de Jóvenes Directores del Trasnocho Cultural. Ese mismo año, basada en las cartas de amor entre Simone de Beauvoir y el escritor Nelson Algren escribe Manual para mujeres infames y se estrena bajo la dirección de Luciana Silveyra. En 2019, escribe una adaptación de El tío Vania de Antón Chejov titulada Gente Ociosa la cual se estrenó en The Colony Theatre de Miami con las actuaciones de Javier Vidal, Luigi Sciamana, Basilio Álvarez, Tania Sarabia, Elba Escobar, Eloísa Maturen, Vicente Peña y María Corina Ramírez bajo la dirección de Michel Hausmann.

### Cine
En 2012 luego de haber terminado una especialización en guion de cine en Argentina, Valecillos es convocada por la Villa del Cine para escribir una serie de películas de género. Allí comienza a escribir el guion de El Dicaprio de Corozopando. En paralelo junto con Rober Calzadilla retoma el suceso de la masacre de El Amparo y juntos empiezan un proceso de escritura del guion para una nueva película producida por Tumbarrancho Films. Varios años después, en 2016 se estrena en el Festival de Cine de San Sebastián, El Amparo dirigida por Rober Calzadilla. Esta película le bastó a Valecillos el Premio por Mejor Guion de la Academia de Ciencias y Artes Cinematográficas de Venezuela y el Premio del Público en el Festival de Biarritz en Francia, entre otros premios.
A partir de este estreno, Karin Valecillos adapta para el cine dos de sus obras de teatro más emblemáticas: Cuentos de guerra para dormir en paz seleccionada por la Fundación Carolina y el Ministerio de Cultura y Deportes de España para el Curso de Desarrollo de Proyectos Cinematográficos en 2015 y Jazmines en Lídice estrenada en el Miami Film Festival. Ambas bajo la dirección de Rubén Sierra Salles del 2016.

### Televisión
En el año 2001 Karin Valecillos entra a trabajar en Radio Caracas Televisión como analista de libretos. Aunque era un trabajo provisional rápidamente se adaptó al medio y un año después comenzó a trabajar como dialoguista con Freddy Goncalves en la novela Estrambótica Anastasia de Martin Hahn. En 2004 trabaja en las novelas Mujer con pantalones de Neida Padilla y Amor a palos nuevamente con Martin Hahn. Más tarde en 2007 se une a Camaleona una novela original de su madrina Carolina Espada y escrita por José Vicente Quintana.
En 2009 trabaja en su última novela con RCTV Calle luna, Calle sol dirigida por Otto Rodríguez. A finales de ese mismo año viaja a Buenos Aires y es contactada por antiguos compañeros de Radio Caracas Televisión que trabajaban en Sony Pictures. Así en 2010 escribe junto con Claudia Bono la serie de MTV Latinoamérica Niñas Mal, su primer trabajo en la televisión fuera del país. En 2012 ya de vuelta en Venezuela trabaja en la producción de José Simón Escalona Nacer contigo y en 2014 luego de trabajar enfocada en guiones de cine, comienza a trabajar en la novela La virgen de la calle una adaptación de Basilio Álvarez de la telenovela Juana, la virgen escrita por Perla Farías. Además, trabaja en Nora de Ibsen Martínez ese mismo año.
Valecillos siempre permaneció activa trabajando en guiones de telenovelas para la televisión venezolana como Dulce Amargo distribuida por la cadena de Telemundo. En 2017 es contratada para la nueva producción de José Simón Escalona Eneamiga donde trabajó como la guionista principal de toda la telenovela. En 2020 se muda a México para trabajar como guionista en una serie de Netflix Latinoamérica.  

## Guiones
| Año  | Guion                                | Director            | Estreno      |
| ---- | ------------------------------------ | ------------------- | ------------ |
| 2015 | Cuentos de guerra para dormir en paz | Rubén Sierra Salle  | Sin estrenar |
| 2017 | El Dicaprio de Corozopando           | Luis Rahamut        | Estrenada    |
| 2017 | El Amparo                            | Rober Calzadilla    | Estrenada    |
| 2017 | Jazmines en Lídice                   | Rubén Sierra Salles | Estrenada    |
| 2018 | La otra isla, junto a Marcel Rasquin | Joe Torres          | Sin estrenar |
| 2020 | Desasosiego, junto a Paz Fábega      | Paz Fábrega         | Estrenada    |

## Televisión
| Año  | Título                 | Tipo       | Cargo                          |
| ---- | ---------------------- | ---------- | ------------------------------ |
| 2004 | Estrambótica Anastasia | Telenovela | Dialoguista                    |
| 2005 | Mujer con pantalones   | Telenovela | Escritora                      |
| 2006 | Amor a palos           | Telenovela | Escritora                      |
| 2007 | Camaleona              | Telenovela | Escritora                      |
| 2009 | Calle luna, Calle sol  | Telenovela | Escritora                      |
| 2010 | Niñas Mal              | Serie      | Guionista junto a Claudia Bono |
| 2012 | Nacer contigo          | Telenovela | Escritora                      |
| 2012 | Dulce amargo           | Telenovela | Analista                       |
| 2014 | La virgen de la calle  | Telenovela | Escritora                      |
| 2014 | Nora                   | Telenovela | Escritora                      |
| 2021 | Eneamiga               | Telenovela | Guionista y Creadora           |

## Obras
| Año  | Obra                                        | Estreno       |
| ---- | ------------------------------------------- | ------------- |
| 1996 | Desciende Salomé                            | Sin estrenar  |
| 2000 | Isabel sueña con orquideas                  | Estrenada     |
| 2003 | Matame de risa                              | Estrenada     |
| 2003 | Yo dejé mi amor en Hiroshima                | Sin estreanar |
| 2004 | Simplemente un gato muerto                  | Estrenada     |
| 2005 | Mero, Mero Mosquetero                       | Estrenada     |
| 2005 | Luna de agua en Potosí                      | Estrenada     |
| 2007 | Lo que Kurt Cobain se llevó                 | Estrenada     |
| 2008 | El día que Peter Pan encontró a Wendy Pérez | Estrenada     |
| 2008 | Miranda anda cazando estrellas              | Estrenada     |
| 2008 | Cuentos de guerra para dormir en paz        | Estrenada     |
| 2009 | Una señorita en edad de merecer             | Estrenada     |
| 2009 | 29/10/88                                    | Estrenada     |
| 2010 | Un poco de urbanidad                        | Estrenada     |
| 2012 | Vino la reina                               | Estrenada     |
| 2012 | S.P.A.M.S                                   | Estrenada     |
| 2013 | Bajo tierra                                 | Estrenada     |
| 2013 | La Orestíada                                | Estrenada     |
| 2013 | Jazmines en el Lídice                       | Estrenada     |
| 2013 | Escala en NY                                | Estrenada     |
| 2014 | Te dejo la corona                           | Estrenada     |
| 2014 | Leve                                        | Estrenada     |
| 2014 | Al borde FM                                 | Estrenada     |
| 2015 | ONLINE                                      | Estrenada     |
| 2015 | Cecilia y el Silbido de la Noche            | Estrenada     |
| 2015 | Merengue                                    | Estrenada     |
| 2016 | El club de los cursis                       | Estrenada     |
| 2017 | Carnívoros                                  | Estrenada     |
| 2017 | Los huesos de Shakesperae                   | Estrenada     |
| 2017 | Lost Heroes                                 | Estrenada     |
| 2017 | Cría de Canguros                            | Estrenada     |
| 2018 | Marcianos                                   | Estrenada     |
| 2019 | Manual para mujeres infames                 | Estrenada     |
| 2019 | Gente Ociosa                                | Estrenada     |
| 2020 | 10 secretos sobre Islandia                  | Estrenada     |

## Premios y reconocimientos

### Cine
- Premio FILA. Mejor Guion (2009) por El Dicaprio de Corozopando.

- Premio Academia de Ciencias y Artes Cinematográficas de Venezuela. Mejor Guion (2016) por El Amparo.

- Premio ARGENTORES. Mejor Guion en el Festival de Cine de las Alturas (2016) por El Amparo.

- Mostra Internacional de Cine de Sao Paulo, Brasil. Mejor Guion y Mejor Película (2016) por El Amparo.

- Premio del Público Bogota International Film Festival (2016) por El Amparo.

- Premio del Público Festival de Biarritz, Francia (2016) por El Amparo.

- Premio Martin Luther King. Festival de Cine de La Habana (2016) por El Amparo.

- Mención Especial a Ópera Prima en el Festival de Cine Global Dominicano (2017) por El Amparo.

- Premio del Jurado Joven en Marsella. Mejor Largometraje (2017) por El Amparo.

- Premio del Público en el Festival de Cine de Milano (2017) por El Amparo.

- Premio del Público en Grenoble, Francia (2017) por El Amparo.

- Mención Especial del Jurado. 35 Festival Cinematográfico de Uruguay (2017) por El Amparo.
- Premio Mejor Proyecto PuertoLab en el Festival de Cartagena (2017) por Jazmines en el Lídice.
- Premio Especial del Jurado en Cine en Construcción de Toulouse (2017) por Jazmines en el Lídice.

### Teatro
- Premio Municipal de teatro. Mejor Obra Infantil (2000) por Isabel sueña con orquídeas.
- Premio CELCIT. Mejor Obra Infantil (2000) por Isabel sueña con orquídeas.
- Mención honorífica en el Concurso de Dramaturgia Marita King (2005) por Luna de agua en Potosí.
- Festival Belaya Vezha de Bielorrusia. Premio Especial del Jurado (2008) por Lo que Kurt Cobain se llevó.
- Premio Municipal de teatro. Mención Honorífica en Dramaturgia (2008) por Cuentos de guerra para dormir en paz.

- Premio AVENCRIT. Mejor Dramaturgia (2013) por Jazmines en el Lídice.

- Premio Municipal de Teatro “José Ignacio Cabrujas” (2013) por Jazmines en el Lídice.

- Premio Isaac Chocrón. Mejor Dramaturgia (2013) por Jazmines en el Lídice.
- Premio Fernando Gómez (2014) como joven creadora.
- Premio Municipal de Teatro. Mejor Dramaturgia (2016) por Cría de Canguros.
- Premio Marco Antonio Ettedgui. Mención Especial por Dramaturgia.